# Shin Yeon-shick
Dans ce nom coréen, le nom de famille, Shin , précède le nom personnel Yeon-shick.
Pour les articles homonymes, voir Shin.
Shin Yeon-shick (hangeul : 신연식 ; RR : Sin Yeon-sik ; MR : Sin Yŏn-sik) est un réalisateur, scénariste et producteur sud-coréen, né en 1976 à Séoul.

## Biographie

### Jeunesse et formation
Shin Yeon-shick naît en 1976 à Séoul. À 19 ans, il abandonne ses études d'espagnol à l'université Hankuk des études étrangères afin de poursuivre sa carrière au cinéma,.

### Carrière
En 2003, Shin Yeon-shick commence sa carrière en tant que réalisateur, avec son premier long métrage Piano Lesson (피아노 레슨) et, en 2005, en tant que scénariste et réalisateur, il présente son deuxième film en noir et blanc A Great Actor (좋은 배우) en plein avant-première au Festival international du film de Rotterdam.
Le 13 avril 2009, à Séoul, il fonde sa société de production Luz Y Sonidos (루스이소니도스), avant de produire son premier film romantique The Fair Love (en) (페어러브), tourné deux semaines plus tard, en tant que scénariste et réalisateur. L'histoire concentre sur la différence d'âge, avec Ahn Sung-ki et Lee Ha-na. En octobre, ce film est présenté au Festival international du film de Busan.
En octobre 2012, il présente The Russian Novel (en) (러시안 소설), film dramatique à petit budget de 30 millions de wons, au Festival international du film de Busan, où il obtient le prix du Directors Guild of Korea du meilleur réalisateur. En mi-novembre, il réalise Rough Play (en) (배우는 배우다) sur le scénario de Kim Ki-duk, avec le chanteur Lee Joon incarnant un acteur qui découvre, du jour au lendemain, la gloire, la puissance, le plaisir et la spirale infernale. En septembre 2013, le réalisateur avoue avoir rencontré des difficultés en tournant la scène du lit et n’avoir aucune expérience là-dessus, avant de voir le réalisateur de pornographie Bong Man-dae (en) pour en apprendre plus,. Après ses conseils, il a filmé cette scène du lit 24 heures sur 24. En octobre suivant, le film est projeté en avant-première mondiale au Festival international du film de Busan.
En 2015, il crée une nouvelle synergie d'équipe avec le réalisateur Lee Joon-ik pour compléter le scénario et la production du film biographique Dongju : Portrait d'un poète (동주, 2017), dépeignant la vie du jeune poète Yun Dong-ju (1917-1945), qui, durant durant la colonisation japonaise, était accusé de se livrer à des activités anti-japonaises, arrêté en juillet 1943 et condamné à deux ans de prison : torturé et affamé, il meurt au pénitencier de Fukuoka en février 1945. Ce film sort entre 15 et 19 février 2016 dans les cinq salles de cinémas — Megabox COEX, Megabox Central, Megabox Sinchon, Megabox Bundang et Megabox Hanam Starfield à l'occasion de la 72e anniversaire de la mort du poète,. Shin Yeon-shick reçoit des prix du meilleur scénario dans les différentes cérémonies, telles que Blue Dragon Film Awards, Buil Film Awards, Korean Association of Film Critics Awards, Pusan Film Critics Awards et Wildflower Film Awards (en), ainsi que le prix du meilleur producteur de l'année à la cérémonie des Director's Cut Awards.
En juin 2020, Song Kang-ho déclare sa décision d'apparaître dans la comédie noire Dans la toile (거미집) de Shin Yeon-shick, en tant que scénariste, producteur et réalisateur : ce projet va être suspendu, car, en août, ce dernier confirme l'engagement de Song Kang-ho, et de Park Jung-min pour son film dramatique One Win (1승), ayant pour thème sur le volley-ball féminin, dont le tournage commence en novembre suivant. Le film est projeté, le 27 janvier 2023, en avant-première mondiale, dans la catégorie « Big Screen Competition », au Festival international du film de Rotterdam, où les spectateurs et les journalistes y ont « attendu pour l'applaudir, avec enthousiasme ».
En novembre 2021, son projet Dans la toile (거미집), étant en difficulté et un moment suspendu, se reprend grâce au producteur Choi Jae-won de la société Anthology Studio et la réalisation est confiée au réalisateur Kim Jee-woon, retrouve  Song Kang-ho pour la cinquième fois. Shin Yeon-shick y reste en tant qu'auteur du scénario et producteur. Le 9 septembre suivant, il débute le tournage de Cassiopeia (en) (카시오페아) — le titre, à l'origine, se mentionnait Dementia (백치) pendant la production, avec les acteurs Ahn Sung-ki et Seo Hyun-jin.
En 2022, il prépare sa première série télévisée Uncle Samsik (삼식이 삼촌), avec Song Kang-ho qui y entame également pour la première fois en 32 ans de carrière.

## Filmographie

### Réalisateur

#### Longs métrages
- 2003 : Piano Lesson (피아노 레슨)
- 2005 : A Great Actor (좋은 배우)
- 2009 : The Fair Love (en) (페어러브)
- 2012 : The Russian Novel (en) (러시안 소설)
- 2013 : Rough Play (en) (배우는 배우다)
- 2014 : The Avian Kind (조류인간)
- 2015 : Like a French Film (프랑스 영화처럼)
- 2015 : If You Were Me (시선사이)
- 2016 : Romans 8:37 (로마서 8:37)
- 2022 : Cassiopeia (en) (카시오페아)
- 2023 : One Win (1승)

#### Court métrage
- 2015 : Hear My Song (내 노래를 들어줘) (inclus dans Woman, Man (여자, 남자))

#### Série télévisée
- 2023 : Uncle Samsik (삼식이 삼촌) (10 épisodes)

### Scénariste

#### Longs métrages
- 2005 : A Great Actor (좋은 배우) de lui-même
- 2009 : The Fair Love (en) (페어러브) de lui-même
- 2012 : The Russian Novel (en) (러시안 소설) de lui-même
- 2014 : How to Steal a Dog (en) (개를 훔치는 완벽한 방법) de Kim Seong-ho
- 2014 : The Avian Kind (조류인간) de lui-même
- 2015 : If You Were Me (시선사이) de lui-même
- 2015 : Like a French Film (프랑스 영화처럼) de lui-même
- 2016 : Romans 8:37 (로마서 8:37) de lui-même
- 2016 : Dongju : Portrait d'un poète (동주) de Lee Joon-ik
- 2022 : Cassiopeia (en) (카시오페아) de lui-même
- 2022 : Men of Plastic (압꾸정) de Lim Jin-soon
- 2023 : One Win (1승) de lui-même
- 2023 : Dans la toile (거미집) de Kim Jee-woon

#### Série télévisée
- 2023 : Uncle Samsik (삼식이 삼촌) (16 épisodes)

### Producteur

#### Longs métrages
- 2009 : The Fair Love (en) (페어러브) de lui-même
- 2012 : The Russian Novel (en) (러시안 소설) de lui-même
- 2013 : Rough Play (en) (배우는 배우다) de lui-même
- 2015 : Like a French Film (프랑스 영화처럼) de lui-même
- 2016 : Romans 8:37 (로마서 8:37) de lui-même
- 2016 : Dongju : Portrait d'un poète (동주) de Lee Joon-ik
- 2022 : Cassiopeia (en) (카시오페아) de lui-même

## Distinctions

### Récompenses
- Festival international du film de Busan 2013 : prix du Directors Guild of Korea du meilleur réalisateur pour The Russian Novel[5]
- Festival international du film de Jeonju 2013 : Moët d'étoile montante pour The Russian Novel[26]
- Korean Association of Film Critics Awards 2013 : meilleur scénario pour The Russian Novel

- Buil Film Awards 2014 : meilleur scénario pour The Russian Novel[27]

- Blue Dragon Film Awards 2016 : meilleur scénario pour Dongju : Portrait d'un poète
- Buil Film Awards 2016 : meilleur scénario pour Dongju : Portrait d'un poète
- Director's Cut Awards 2016 : meilleur producteur de l'année pour Dongju : Portrait d'un poète[15]
- Korean Association of Film Critics Awards 2016 : meilleur scénario pour Dongju : Portrait d'un poète
- Pusan Film Critics Awards 2016 : meilleur scénario pour Dongju : Portrait d'un poète
- Wildflower Film Awards 2016 (en) : meilleur scénario pour The Avian Kind

- Korean Association of Film Critics Awards 2017 : meilleur scénario pour Cassiopeia[28]

### Nominations
- Wildflower Film Awards 2014 (en) :
  - Meilleur film pour The Russian Novel[29]
  - Meilleur réalisateur pour The Russian Novel[30]

- Baeksang Arts Awards 2016 : meilleur scénario pour Dongju : Portrait d'un poète